# Moderna Museet
El Moderna Museet és el museu d'art modern d'Estocolm. És un museu situat sobre l'illa de Skeppsholmen al centre d'Estocolm, a Suècia. Va obrir les portes el 1958. Alberga obres d'art contemporani suec i internacional, entre les quals hi ha obres de Picasso, Dali, i d'altres genis de l'art modern. El restaurant del museu també s'ha de tenir en compte gràcies a la seva excepcional localització.
La col·lecció permanent del museu té accés gratuït per a menors de 18 anys, i costa 80kr i 60kr a preu reduït, mentre que les exposicions temporals requereixen un dret d'entrada.
El 1993, hi van ser robades sis obres de Picasso i dues de Braque d'un valor total de més de 60 milions d'euros. Aquest robatori va inspirar la trama de la pel·lícula Rififi (en francès Du rififi chez les hommes). Només tres obres de Picasso van ser recuperades. L'edifici que alberga actualment el museu va ser construït entre 1994 i 1998, i dissenyat per l'arquitecte Rafael Moneo.